# Matiguás
Matiguás es un municipio del departamento de Matagalpa en la República de Nicaragua. Dista 249 kilómetros de Managua, la Capital y a 75 kilómetros de la ciudad de Matagalpa, cabecera departamental.
Su año de fundación como pueblo es 1920, siendo elevado a categoría de ciudad en 1999.
Es el municipio de mayor extensión territorial del departamento, también es una de las cuencas lecheras más grande del país junto con los municipios de Muy Muy, Río Blanco y Paiwas.
En lengua sumo se traduce como "ratón de agua", siendo lo correcto "perro o lobo de agua" (nutria) como centinela de los ríos.

## Geografía
El término municipal limita al norte con los municipios de El Tuma - La Dalia y Rancho Grande, al sur con los municipios de Camoapa y Boaco, al este con los municipios de Río Blanco y Paiwas y al oeste con los municipios de Muy Muy y San Ramón. La cabecera municipal está ubicada a 265 kilómetros de la capital de Managua.
Las principales elevaciones montañosas que sobresalen en el municipio son: Sierra de Quiragua, Cerro de Paipí, Cerro del Destino, Cerro del Bijagual.
El deterioro de las cuencas hidrográficas se debe en su mayoría a la deforestación de las numerosas montañas que poseía el municipio. Con una alta tasa de desforestación, el municipio ha ido perdiendo numerosos ríos, que en verano ya no corren sobre sus causes, sino que quedan completamente secos, hasta que el invierno, o estación lluviosa, vuelve a llenar sus cuencas de agua.

### Hidrografía
El barrio de Pancasán, es el pleno centro de la ciudad y de la República de Nicaragua. A 10 kilómetros del municipio de Matiguás se encuentra el paso del río Paso Real, (también conocido como rio Viejo o Grande de Matagalpa) por la unión de los ríos Molino del Norte y San Francisco. El Grande de Matagalpa con sus 550 km de longitud (contando desde el nacimiento en Jinotega) es el segundo río del país después del Segovia (725 km). Cruza la ciudad de noreste a suroeste para desembocar en el Atlántico. El río causa daños en los barrios ubicados en su riberas, debido a las crecidas de éste por la estación lluviosa. Aunque la topografía de Matagalpa es muy accidentada, los ríos son abundantes y el suelo, extremadamente fértil, han contribuido a su elevada producción.

## Historia
Matiguás era un villorrio indígena en 1606 a la llegada de misioneros españoles a la región del río Muy Muy bajo la dirección de Fray Juan de Alburquerque. 
Quedaba en los límites del territorio de los Uluas (Woolwa) o Sumos al este, y los matagalpas al oeste. 
En sus cercanías se fundaron misiones religiosas católicas, y todavía existe una finca con el nombre "La Misión" a 3 kilómetros hacia el  norte. En un sitio llamado "Paso Real", cerca de Matiguás sobre el río Grande de Matagalpa, llegaban los españoles por el oeste; mientras que, por el este llegaban los sumos-ulwas embarcados en cayucos a comerciar con los ladinos. Los sumos, entre otras cosas, llegaban a comprar perros, no se sabe con que fin.
Por falta de caminos paso mucho tiempo aislado hasta que en 1915 "denuncio un sitio" el Coronel Domingo Portillo Laínez, un exilado hondureño, hizo una finca que llamó "Las Mercedes", en honor de su esposa Mercedes Aráuz Cantarero, natural de Matagalpa. Otros ciudadanos que tenían propiedades fueron: Abel Flores, Alfredo Herrera, Joaquín Reyes y Domingo Calero.
En 1918, Portillo Laínez, siendo senador conservador introdujo la moción ante el Congreso Nacional para que Matiguás fuera declarado pueblo, dejando de pertenecer en 1920 a la jurisdicción de Muy Muy.
En 1927 funcionó la primera municipalidad, siendo su primer alcalde don Miguel Espinoza. Por el mismo año fue nombrado primer juez local del pueblo, don Hernán Morraz.
Según La Gaceta Diario Oficial de la República de Nicaragua en decreto N.º 2151, publicado el 7 de abril de 1999 en el Artículo N.º 1, cita textualmente: 
"Elevase a la categoría de Ciudad, el actual Pueblo de Matiguás del departamento de Matagalpa."

## Demografía
Matiguás tiene una población actual de 54,676 habitantes. De la población total, el 50.3% son hombres y el 49.7% son mujeres. Casi el 30.8% de la población vive en la zona urbana.

## Naturaleza y clima
El municipio tiene un clima tropical, cuenta con una estación lluviosa (invierno) que dura aproximadamente ocho meses entre mayo y diciembre y una estación seca (verano) que va desde enero hasta abril. La precipitación promedio anual es aproximadamente de 1400 mm.
El porcentaje de deforestación global en el municipio es aproximadamente de un 40% anual. La deforestación se debe al crecimiento desordenado de la agricultura y la ganadería, el uso y manejo del territorio de una manera desordenada son las principales causas de la erosión del suelo. Las especies madereras más afectadas que son utilizadas en su mayoría para gastos personales y para comercialización son: Cedro Real, Cedro Macho, Pochote, Caoba, Coyote, Guanacaste, Genízaro, Níspero, Quita Calzón, Bálsamo, entre otros. Entre las especies madereras que se han extinguido; entre otras encontramos: El Ébano, El Granadillo, El Guayacán y El Cortés. La fauna a raíz de los despales, también sufre o ha sufrido perdidas de incalculable valor, en la desaparición total o poner en peligro de extinción especies animales como: Venado, Tigre, Tigrillo, Danto.

## Atractivos
Entre sus atractivos está la reserva natural cerro Quirragua, además de los cerros El Paipi y El Bijuagual.
El parque central municipal "Antonio Vaccaro" con un área de 10 000 varas² se encuentra en buen estado, aunque le hacen falta ornamentación y juegos infantiles. En áreas contiguas existe una cancha de baloncesto, el monumento a la bandera nacional y la biblioteca municipal.

## Localidades
El casco urbano municipal cuenta con 17 barrios distribuidos de la siguiente manera: 
- Los Bonetes
- Los Maderos
- Guanacastal
- Linda Vista
- Ismael Castillo
- Óscar Luna
- Pancasán (El Aromal)
- Jorge Luis Cuarezma
- Julio Cuarezma (El Alacrán)
- La Resistencia
- 24 de Junio (La Estrella)
- Rufino López
- Colver Rayo
- Anexo al Rufino López
- Hugo Chávez
- Nuevo Amanecer
- Rolando Orozco

Cuenta con 27 comarcas rurales detalladas a continuación:
- Quilile
- El Anzuelo
- Patstule
- El Zabalete
- Likia Abajo
- Bilwas
- El Cacao
- Sontolar
- Cebadilla
- Muy Muy Viejo
- Las Limas
- Quirragua
- Bijagual
- Salto de la Olla
- Apantillo del Zabalar
- Paiwitas
- Tierra Blanca
- Manceras
- Lagarto Colorado
- El Congo
- Cerro Colorado
- Saiz
- El Corozo
- San Jose de las Mulas
- Las Minitas
- Pancasán
- El Guapote

## Economía
Las principales actividades económicas son la agricultura, la ganadería y el comercio. Este último es importante en el casco urbano, que cuenta con 205 pulperías. Tiene muchos hoteles en las cercanías del mercado municipal, la población rural se dedica fundamentalmente a la actividad agrícola, esta se enrumba esencialmente a la producción de granos básicos destinados en gran parte al consumo familiar y en un notable grado a la comercialización. Es uno de los mayores productores lácteos del país aunque el ganado vacuno está disminuyendo. Empero, la presencia de aves de corral como la gallina, el pato, el chompipe, o pavo, así como la infaltable presencia porcina, juegan un papel importante en la economía familiar, ya que proporcionan carnes, huevos, manteca, y también se comercian para percibir ingresos monetarios.

## Tradiciones
Celebra sus fiestas patronales en honor al patriarca San José de Nazaret el 19 de marzo de cada año.

## Educación
La educación cuenta con dos colegios subvencionados (Colegio Diocesano San Francisco de Asís y Colegio Emmanuel de las Asambleas de Dios), los colegios públicos (Miguel Larreynaga, José Santos Zelaya, Alicia González Fajardo), cuatro escuelas primarias (Gabriela Mistral, Jardín de Ternuras, Guardabarranco, El Edén), una universidad privada, y el recinto UNICAM (UNAN-Managua).
El Colegio Diocesano San Francisco de Asís fue fundado el 13 de mayo de 1960 por los franciscanos Daniel Altagheri y Alejo Ciambella. El Instituto Público José Santos Zelaya fue construido en el periodo del alcalde Monje Chaverri con fondos de Alianza para el Progreso. El Instituto Público Antonino Vaccaro fue fundado en 1997.